# Мухури (Сенакский муниципалитет)
Мухури (груз. მუხური) — село в Грузии. Находится в Сенакском муниципалитете края Самегрело-Верхняя Сванетия. Расположено на Одишской низменности, по правому берегу реки Риони, на высоте 15 метров над уровня моря. Деревня расположена в 13 км от центра муниципалитета города Сенаки.
По данным переписи 2014 года в деревне проживало 377 человека. Население края исповедует православие и являются прихожанами Сенакский и Чхороцкуйской епархии Грузинской Православной Церкви.